# Tabula Rogeriana

Cópia moderna da Tabula Rogeriana, com o norte orientado para o topo da figura.

O Nuzhat al-mushtāq fi'khtirāq al-āfāq (em árabe: نزهة المشتاق في اختراق الآفاق. "a excursão de alguém ansioso por penetrar em horizontes distantes"), na maioria das vezes conhecida como a "Tábua Rogeriana (lit. "O Livro de Roger", em latim), é uma descrição do mundo e mapa criado pelo geógrafo Árabe, Muhammad al-Idrisi, em 1154. Al-Idrisi, trabalhou nos comentários e ilustrações do mapa, por quinze anos, no tribunal de justiça do rei normano Rogério II da Sicília, que encomendou o trabalho em torno de 1138.

## Histórico
O livro, escrito em árabe, é dividido em sete zonas climáticas (em conformidade com o sistema de Ptolomeu), cada um dos quais é sub-dividido em dez seções, e contém mapas mostrando o continente da Eurásia em sua totalidade, mas apenas a parte do norte da África. O mapa está orientado com o Norte na parte inferior. Manteve-se como o mais preciso mapa durante os três séculos seguintes. O seu texto incorpora descrições exaustivas de física e condições socioeconômicas, culturais e políticas de cada região. Cada uma das setenta seções tem um mapa correspondente.
Para produzir a obra, al-Idrisi entrevistou viajantes experientes individualmente e em grupos, sobre o seu conhecimento do mundo e compilou "só aquela parte... em que houve total acordo e parecia credível, excluindo o que foi contraditório." Roger II teve seu mapa gravado em um disco de prata pesando cerca de 300 quilos. Ele mostrou, nas palavras de al-Idrisi, "as sete regiões climáticas, com seus respectivos países e distritos, litorais e terras, golfos e mares, rios e estuários."
Al-Idrisi estabeleceu-se em Palermo, Sicília, no tolerante e esclarecido tribunal do rei Normando rogério II da Sicília, onde ficou responsável pela produção de um livro sobre a geografia. O volume devia conter todos os dados disponíveis sobre o local e o clima dos principais centros de população do mundo. O próprio rei Roger também entusiasticamente entrevistou viajantes de passagem por meio de seu reino, e agentes e projetistas foram enviados para reunir o material—um processo de investigação que levou cerca de 15 anos. Em 1154, apenas algumas semanas antes da morte do rei, o livro de al-Idrisi finalmente foi concluído. 

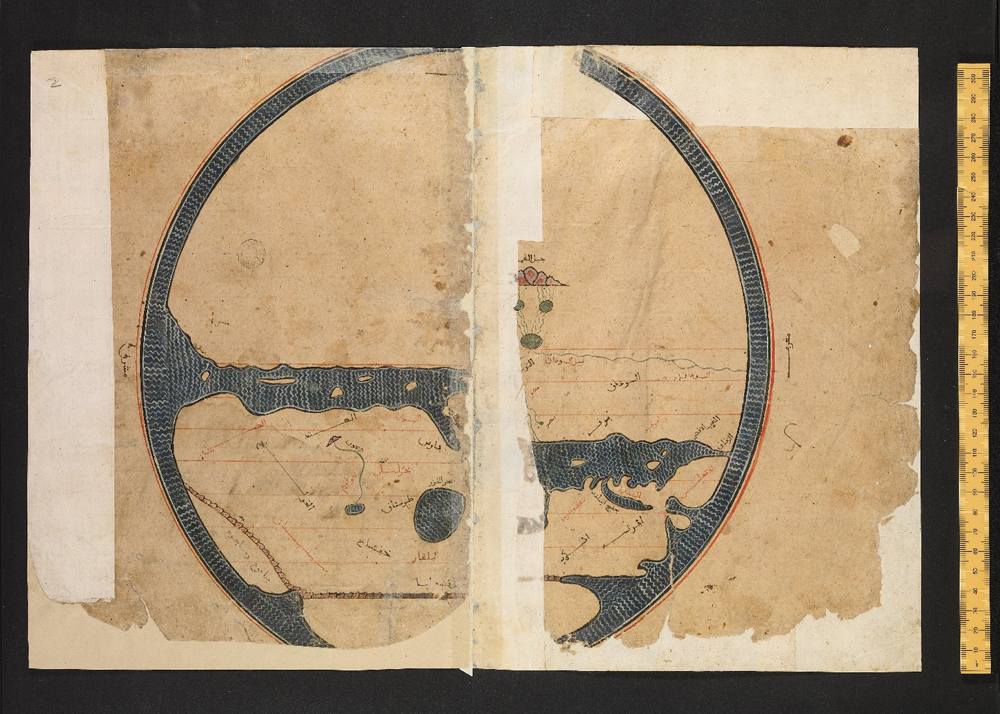
Um mapa-múndi (com o Sul no topo) de uma cópia feita no século XIV ou no século XV da Tabula Rogeriana, realizada pela Biblioteca Bodleian

Escrito em árabe e latim e acompanhado, o mapa apresentava o mundo como uma esfera. Al-Idrisi calculou que a circunferência seria de 37.000 quilômetros (22,900 milhas) — um erro de menos de 10 por cento — e ainda sugeriu o conceito de gravidade. Seguindo a clássica tradição grega, al-Idrisi, tinha dividido o mundo em sete zonas climáticas e descrito cada uma delas apoiando-se em 70 mapas de seção longitudinal que, quando colocados juntos, formavam um mapa retangular do mundo conhecido. Esta informação era complementada por um mapa, menor e circular, no qual o sul foi desenhado no topo e a Arábia, sendo o local de Meca, retratada no centro. O livro de Al-Idrisi ficou conhecido como Kitab Rujar (Roger do Livro) e o mapa circular foi gravado em um disco de prata. Infelizmente, tanto o livro, como o mapa, parecem ter sido destruídos durante os distúrbios civis, pouco depois, em 1160. Assim, o nosso entendimento hoje das conclusões de al-Idrisi é baseado em uma versão abreviada de um segundo livro, que ele escreveu para o filho de Roger, Guilherme II. Manuscritos do chamado "Pequeno Idrisi" são realizados atualmente em algumas bibliotecas Europeias."
No trabalho de al-Idrisi, S. P. Scott comentou: 
"A compilação de Edrisi marca uma era na história da ciência. Não somente a sua informação histórica é interessante e valiosa, mas também as suas descrições de muitas partes da Terra ainda são confiáveis. Por três séculos os geógrafos copiaram seus mapas sem alteração. A posição relativas dos lagos que formam o Nilo, como delineado em sua obra, não difere muito daquela estabelecida por Baker e Stanley mais de setecentos anos depois, e seu número é o mesmo. A genialidade mecânica do autor não era inferior à sua erudição. O planisfério celestial e terrestre de prata que ele construiu para seu patrono real tinha quase um metro e oitenta e pesava quatrocentos e cinquenta libras; de um lado foram gravados o zodíaco e as constelações, e do outro, dividido por conveniência em segmentos de corpos de terra e água, as respectivas situações dos vários países."
Atualmente, dez cópias manuscritas do Livro de Roger sobrevivem, sendo que cinco contam com texto completo e, oito, mapas. Dois estão na Biblioteca Nacional da França, inclusive os mais antigos, datados em 1325. (MS Arabe 2221). Outra cópia, feita no Cairo em 1553, está na Biblioteca Bodleian, em Oxford (Mss. Pococke 375). Ele foi adquirido em 1692. O mais completo do manuscritos, que inclui o mapa do mundo e todos os setenta seccionais mapas, é mantido em Istambul.